# Резолюция 122 на Съвета за сигурност на ООН
Резолюция 122 на Съвета за сигурност на ООН е приета на 24 януари 1957 г. по повод индо-пакистанския спор за областта Кашмир.
Като припомня принципите, съдържащи се в предишните си резолюции по въпроса, а именно, че бъдещето на княжествата Джаму и Кашмир трябва да бъде решено чрез демократично проведен плебисцит, Съветът за сигурност постановява, че свикването на учредително събрание, за което призовава Генералният съвет на Общата национална конференция на Джаму и Кашмир, както и всички мероприятия, които това събрание предприема или може да предприеме, за да установи бъдещата структура и принадлежност на княжествата или на техни части към една или към друга от страните в конфликта, както и всякакви действия, на която и да е страна в конфликта, които имат за цел да подпомогнат тези мероприятия на учредителното събрание, не могат да бъдат решение на въпроса за бъдещето на оспорваните княжества в съответствие с установените вече принципи. В тази връзка Съветът за сигурност постановява, че ще продължи да се занимава с въпроса.
Резолюция 122 е приета с мнозинство от десет гласа „за“ и един „въздържал се“ от страна на Съветския съюз.